# Шох, Иван Дмитриевич
Иван Дмитриевич Шох (12 ноября 1920 , село Яновка, ныне село Ивановка Черниговского района Черниговской области — 2003, город Чернигов Черниговской области) — машинист локомотивного депо станции Чернигов Юго-Западной железной дороги Черниговской области. Депутат Верховного Совета СССР 7-9-го созывов.

## Биография
Родился в крестьянской семье. Родители рано умерли, воспитывался в семьях братьев и сестер. Окончил сельскую семилетнюю школу. Трудовую деятельность начал в тарном цехе Черниговского макаронно-кондитерского комбината.
Учился в Черниговской школе фабрично-заводского обучения, получил специальность помощника машиниста.
В 1938—1941 годах — помощник машиниста паровозного депо станции Чернигов. Во время Великой Отечественной войны перевозил боеприпасы и продовольствие, эшелоны раненых бойцов Красной Армии.
Затем работал помощником машиниста на Ташкентской железной дороге. В 1942—1943 годах — машинист паровозного депо станции Торжок Калининской области РСФСР. Окончил курсы машинистов.
С 1943 года — машинист паровозного (затем — локомотивного) депо станции Чернигов Юго-Западной железной дороги Черниговской области. Инициатор вождения тяжеловесных поездов.
Член ВКП (б) с 1951 года.
Потом — на пенсии в городе Чернигове.

## Награды
- орден Ленина
- орден Октябрьской Революции
- прочие ордена
- медали